# Європейське водійське посвідчення

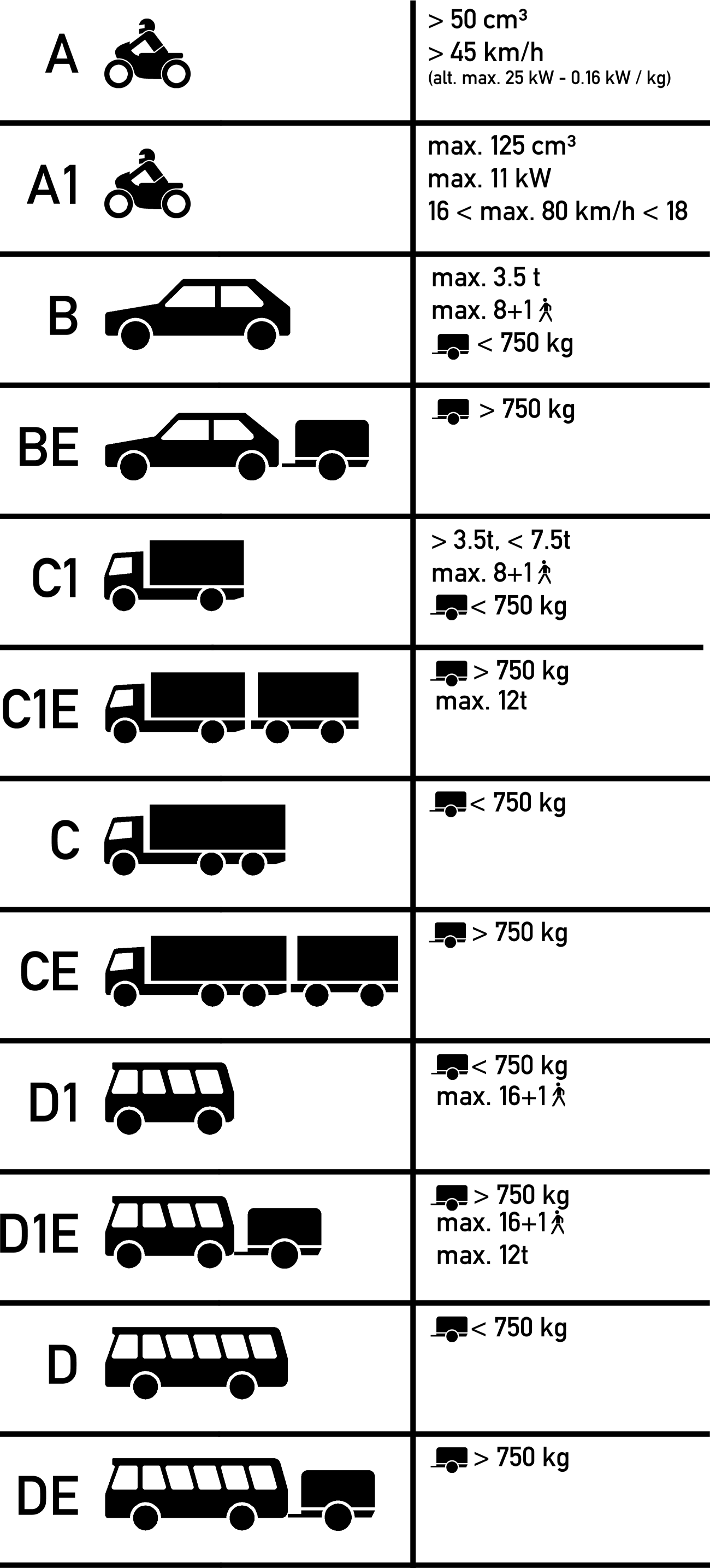
Категорії водійських прав Європейського Союзу

Європейське водійське посвідчення — це водійське посвідчення, якими будуть замінені усі посвідчення водія в країнах Європейської економічної зони (Європейський Союз, Ісландія, Ліхтенштейн та Норвегія). Нові водійські права єдиного зразка були введені 19 січня 2013 року, щоб замінити 110 різних пластикових і паперових водійських прав 300 млн водіїв в ЄЕЗ. Основна мета ліцензії є зниження ризику шахрайства та спрощення пересування громадян в об‘єднаній Європі.
Нові водійські права єдиного зразка мають формат банківської картки з фотографією і вбудованим мікрочипом, куди заносяться дані про водія. Їхній термін дії від 10 до 15 років, залежно від законів конкретної країни. Усі держави-члени ЄС зобов‘язані гарантувати повний перехід з прав старого зразка на новий щонайпізніше до 2033 року.

## Приклад польського водійського посвідчення (зразок 2013 року)
|  | 1. прізвище 2. ім'я 3. дата народження, місце народження 4. a) дата видачі, b) дата закінчення, c) орган що видав, d) персональний номер 5. номер посвідчення 6. фотографія власника 7. підпис власника 8. адресаa) 9. категорії прав 10. дата першої видачі категорії 11. закінчення терміну дії категорії 12. обмеження (з цифровим маркуванням) 13. штрих-код (персональний номер) |

a): Адреса не є обов'язковою в директиві ЄС, і таким чином не виконується всіма країнами